# Gregorio Tobajas
Gregorio Tobajas Blasco (Sigüenza, 17 de noviembre de 1907 – Guadalajara, 3 de mayo de 1940) fue un sacerdote, sindicalista y político socialista español, que llegó a ser presidente de la Diputación Provincial de Guadalajara y fue ejecutado por la dictadura franquista.

## Biografía
Ordenado sacerdote, abandonó los hábitos en 1932 para adquirir el compromiso social de atender a los más desfavorecidos y contrajo matrimonio, del que nacieron dos hijos. Se afilió a la Unión General de Trabajadores (UGT) y al Partido Socialista Obrero Español (PSOE), fundando la Federación de Trabajadores de la Tierra en la provincia de Guadalajara y trabajó como periodista en el diario Abril. Durante la guerra civil española fue presidente de la diputación y gobernador civil de Guadalajara desde 1937. Próximo a finalizar el conflicto marchó a Alicante con la intención de coger algún barco en su puerto y poder marchar al exilio, pero no lo consiguió, siendo detenido y trasladado al campo de concentración de Los Almendros. Después, junto con otros detenidos, fue llevado a Guadalajara para ser juzgado en Consejo de guerra que le condenó a muerte por adhesión a la rebelión. Fue ejecutado el 3 de mayo de 1940 en las tapias del cementerio de Guadalajara junto a otros diecinueve represaliados, rechazando la conmutación de pena que le ofreció el tribunal si repudiaba a su mujer e hijos y regresaba a la vida sacerdotal.